# Glossanodon semifasciatus
Glossanodon semifasciatus är en fiskart som först beskrevs av Kishinouye, 1904.  Glossanodon semifasciatus ingår i släktet Glossanodon och familjen guldlaxfiskar. Inga underarter finns listade i Catalogue of Life.